# Lymphotoxin-α
Lymphotoxin-α (kurz LTA, alternativ auch Tumornekrosefaktor-β, kurz TNFB, oder ganz wissenschaftlich Tumor necrosis factor ligand superfamily member 1, kurz TNFSF1) ist ein Zytokin aus der TNF/TNFR-Superfamilie. Es hat viele Gemeinsamkeiten mit TNF – teilt z. B. dessen Rezeptoren – wird aber von aktivierten Lymphozyten sezerniert. Es ist wie TNF ein Modulator der Immunantwort. Mutationen im LTA-Gen sind mit altersabhängiger Lepra und mit Psoriasis-Arthritis assoziiert.